# Anna Müller Jacobsen
Anna Müller Jacobsen (* 26. Januar 1977) ist eine ehemalige färöische Fußballspielerin auf der Position des Torwarts.

## Verein
Jacobsens einzige bekannte Station war der Verein KÍ Klaksvík. Dort wurde sie aber selten eingesetzt. Ihr erstes Spiel absolvierte sie 1993 im Alter von 16 Jahren am zweiten Spieltag der ersten Liga bei der 0:1-Auswärtsniederlage gegen HB Tórshavn, insgesamt kam sie auf drei Partien in ihrer ersten Saison. Bis 1996 kam Jacobsen gelegentlich zum Einsatz, die nächsten zwei Jahre pausierte sie, ehe sie 1999 für ein Jahr zurückkehrte. Nach einer weiteren Pause von einem Jahr kam sie 2001 und 2002 zu ihren letzten Einsätzen, wobei sie jeweils gemeinsam mit Rannvá Biskopstø Andreasen, Malena Josephsen, Annelisa Justesen, Bára Skaale Klakstein und Ragna Biskopstø Patawary den Meistertitel gewinnen konnte und im letzten Jahr das Double (Sport) durch den 6:1-Sieg gegen HB Tórshavn im Pokal erreichte, wobei sie nicht im Finale zum Einsatz kam.

### Europapokal
Jacobsen wurde 2001/02 in allen drei Vorrundenspielen des UEFA Women’s Cup eingesetzt. Ihr erstes Spiel bestritt sie beim 2:1-Sieg gegen USC Landhaus Wien.

## Erfolge
- 2× Färöischer Meister: 2001, 2002
- 1× Färöischer Pokalsieger: 2002